# Hancewicze (Litwa)
Hancewicze (lit. Ancevičiai) − wieś na Litwie, w rejonie solecznickim, 7 km na południe od Podborza, zamieszkana przez 34 ludzi. Przed II wojną światową w Polsce, w powiecie lidzkim województwa nowogródzkiego.